# Wepszet
Wepszet (wps.t) az ókori egyiptomi vallás egyik istennője. A királyokat őrző ureuszkígyó egyik megjelenése, egyben Ré szeme is; a Koporsószövegekben „a szem”-ként említik. Nevének jelentése: „ő, aki éget”. Újbirodalmi szövegek szerint ő pusztítja el Ozirisz ellenségeit. Egyes szövegek szerint Biga szigetén volt kultuszhelye, bár neki szentelt templomot itt nem találtak; mások templomaiban megjelenik itt és Alsó-Núbiában is.

## Ikonográfiája
Leggyakrabban kígyóként ábrázolják, de a görög-római kori núbiai templomokban előfordul antropomorf ábrázolása is, fején ureuszt vagy napkorongot viselő, esetleg oroszlánfejű nőként.